# Buch, Berlin

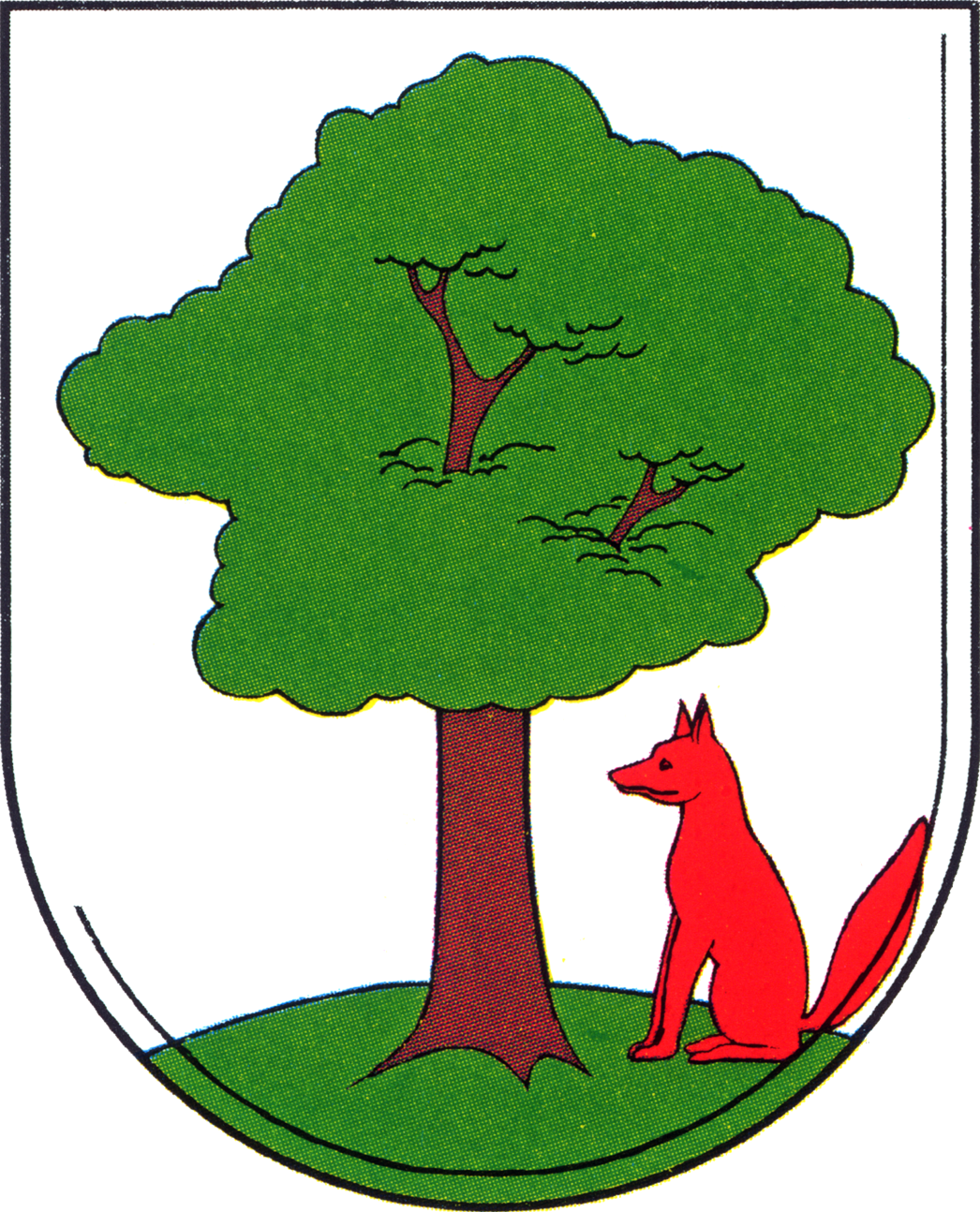
Berlin-Buchs vapen.

Buch är en stadsdel i stadsdelsområdet Pankow i nordöstra Berlin. Buch, som troligen grundades omkring år 1230, hade 13 701 invånare år 2013.